# Edgar Oceransky
Edgar Oceransky (født 1975 i Mexico City) er en mexicansk singer-songwriter. Hans stil er trova, en cubansk genre som indebærer guitarspil og sang af egne kompositioner. Han udgav sit første album i 2001 hos Sony Music.

## Diskografi
- Estoy Aquí (2001)
- De Carne Y Hueso (2003)
- Solo Ni Tan Solo (2007)
- Te Seguire (2007)